# Charlotte Garrigue
Charlotte Garrigue Masaryk (en tchèque : Charlotta Garrigue-Masaryková ; née Garrigue le 20 novembre 1850 et morte le 13 mai 1923) est l'épouse américaine du philosophe, sociologue et homme politique tchécoslovaque Tomáš Garrigue Masaryk, premier président de la Tchécoslovaquie.

## Famille et formation musicale
Charlotte Garrigue est née à Brooklyn dans une famille unitarienne d'ascendance huguenote français du Midi  du côté de son père et des passagers du Mayflower par sa mère. Elle est la nièce de Henry Jacques Garrigues et arrière-petite-fille de Christian Vilhelm Duntzfelt,.
Son père étant directeur d'une grande compagnie d'assurance, Charlotte Garrigue vit dans une famille aisée. elle peut se consacrer à la musique et au piano dès son enfance. Vers 1870, elle accompagne son père et embarque pour son premier voyage en Europe. Une des motivation de ce voyage est de parfaire l'éducation musicale de Charlotte et elle ne tarde pas à rencontrer Franz Liszt. Elle décide de s'installer à Leipzig, en Allemagne, après le retour de son père aux États-unis.

## Carrière

### TGM
En 1877, alors qu'elle rend visite à un ami étudiant dans un conservatoire de Leipzig, elle rencontre pour la première fois son futur mari, Tomáš Masaryk, qui y séjourne après avoir obtenu son doctorat à l'université de Vienne. Les deux jeunes gens se découvrent des passions communes pour la littérature de Lord Byron (et les romantiques anglais) et la musique de Bach. Alors qu'elle séjourne chez une amie en Thuringe, après le lui avoir demandé par écrit, Tomáš Masaryk s'y rend expressément pour la demander en mariage. Les fiançailles sont célébrées le 13 juillet 1877. Elle retourne ensuite aux États-Unis pendant que son fiancé retourne à ses études et obtient son doctorat en droit. Quelques mois plus tard, Charlotte Garrigue est gravement blessée et Tomáš vend tous ses biens pour aller la retrouver à Boston. Après avoir songé à rester en Amérique, ils décident que leur avenir se trouve en Europe.
Jugeant que son futur gendre n'a pas de métier sérieux, le père de Charlotte ne consent à l'union qu'à contrecœur et après avoir longuement hésité leur accorde quand même une somme leur permettant de vivre au moins trois ans. Le mariage est célébré à Brooklyn le 15 mars 1878. Une semaine plus tard, ils embarquent pour l'Europe et s'installent à Vienne.
Après le mariage, son mari ajoute son nom de famille à son nom, devenant ainsi Tomáš Garrigue Masaryk, comme on s'en souvient en République tchèque et en Slovaquie (ou souvent par l'abréviation TGM). En 1881, les Masaryk déménagent à Prague, où Tomáš obtient une chaire à l'Université de Prague.

### Femme militante
Avant la Première Guerre mondiale, Mme Masaryk s'implique dans de nombreuses activités sociales, humanitaires et culturelles de la société de Prague. Elle rejoint le Parti social-démocrate; cependant, et en accord avec son mari, elle rejette la doctrine marxiste de la lutte des classes. Pour Charlotte Garrigue, «la question de la femme» fait partie de «la question sociale». Avec Karla Máchová, elle organise une série de conférences pour les femmes sur le socialisme et plaide pour l'égalité pour les femmes.

### Première Guerre mondiale
Après le déclenchement de la Première Guerre mondiale, son mari part en exil avec leur fille Olga pour chercher un soutien international pour l'indépendance des nations de la monarchie austro-hongroise, notamment les Tchèques et les Slovaques. Pendant la majeure partie de la guerre, Charlotte Garrigue Masaryk est sous la surveillance de la police austro-hongroise. Sa fille Alice est même en état d'arrestation pendant huit mois à partir de mai 1915. Charlotte ne le sera pas du fait de sa santé. Son fils Jan entre à l'armée et la situation se dégrade encore lorsque son fils Herbert meurt du typhus en 1915. Toutes ces difficultés amènent Charlotte Masaryk à souffrir de dépression et de problèmes cardiaques et elle est hospitalisée dans un sanatorium à Veleslavin.

### Première dame de Tchécoslovaquie
La Tchécoslovaquie, créée en octobre 1918, a comme tout premier président de la République Tomáš Garrigue Masaryk dès le 14 novembre 1918. Tomáš Garrigue Masaryk fait son entrée officielle à Prague en tant que président de la Tchécoslovaquie le 21 décembre 1918. La famille commence à vivre au château de Prague, passant souvent du temps au château de Lány. Charlotte Garrigue a une grande influence sur son époux et notamment sur la publication du paragraphe 106 de la constitution tchécoslovaque consacrant l'égalité homme-femme.

## Vie personnelle et mort
Charlotte Garrigue épouse Tomáš Garrigue Masaryk, futur président d'une Tchécoslovaquie nouvellement indépendante. Sur les cinq enfants du couple, quatre atteignent l'âge adulte : Alice, Herbert, Olga et Jan, qui est ensuite un diplomate et homme politique tchécoslovaque réputé (ministre des Affaires étrangères).
Charlotte Garrigue Masaryk est morte en 1923, son mari en 1937.